# Otriade
Otriade (VI secolo a.C. – 546 a.C.) è stato un militare spartano, l'ultimo spartano sopravvissuto dei 300 selezionati per combattere contro i 300 argivi nella battaglia dei campioni. Vergognato per essere sopravvissuto ai suoi compagni, si suicidò sul campo dopo la battaglia.

## Biografia
Gli Spartani e gli Argivi combattevano per il possesso di Tirea. Invece di schierare interi eserciti, entrambi decisero che la battaglia sarebbe stata combattuta da 300 soldati per parte, e chiunque avesse vinto avrebbe ottenuto il territorio. Otriade fu uno dei 300 Spartani selezionati per combattere contro i 300 Argivi. Prima della battaglia, i due eserciti principali si ritirarono nei propri territori per evitare che i soldati intervenissero in aiuto dei loro compagni in caso di sconfitta.
Nessuna delle due parti riuscì a ottenere un vantaggio decisivo e, alla fine, solo tre soldati dei 600 sopravvissero: Otriade per gli Spartani, e Alcenore e Cromio per gli Argivi. Dopo la battaglia, i due Argivi superstiti lasciarono il campo per riportare la notizia della vittoria. Otríade, invece, rimase sul posto e depredò i corpi dei caduti Argivi, come era consuetudine.
Il giorno successivo, gli eserciti spartano e argivo tornarono per stabilire chi fosse il vincitore, ma entrambe le parti rivendicarono la vittoria: gli Argivi perché più dei loro uomini erano sopravvissuti, mentre gli Spartani perché gli Argivi si erano ritirati. Il disaccordo portò a uno scontro generale tra i due eserciti, che vide la vittoria degli Spartani. Otríade, vergognandosi di tornare a Sparta come unico superstite dei 300, si suicidò sul campo di battaglia.